# Steinkiste von Baile Mhargaite 1
Die Steinkiste von Baile Mhargaite 1 liegt in Bettyhill, zwischen Achina und Farr in Sutherland in Schottland. Sie ist eine von drei Steinkisten in Baile Mhargaite.
Die kleine Nord-Süd orientierte, mit Sand gefüllte Steinkiste (bei Canmore als „Cist b“ bezeichnet) misst 0,8 × 0,6 m und liegt inmitten einer Masse von Steinmaterial auf einem Kiesrücken. Eventuell wurde sie früher von einem Cairn bedeckt, da es auf dieser sandigen Ebene viele derartiger Monumente gibt. Es ist möglich, dass es der Ort war, an dem „Becherfragmente ... in einer Höhle in Bettyhill“ gefunden wurden. Aber die archäologischen Aufzeichnungen von John Abercromby (1841–1924) und M. Mitchell sind nicht genau genug. 

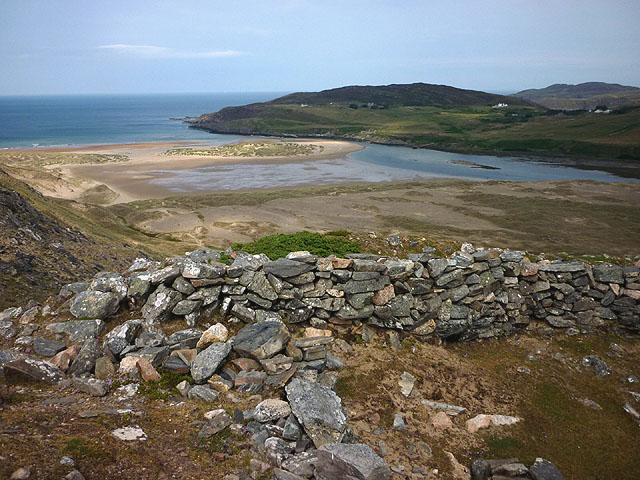
Broch Baile Mhargaite (Sandy Dun)

Zwei andere Kisten in der Nähe und der Broch von Baile Mhargaite (Sandy Dun) sind auch potenzielle Kandidaten.